# Нові Кієшки
Нові Кіє́шки (рос. Новые Киешки, башк. Яңы Ҡыйышҡы) — село у складі Кармаскалинського району Башкортостану, Росія. Адміністративний центр Новокієшкинської сільської ради.
Населення — 1105 осіб (2010; 1238 в 2002).
Національний склад:
- башкири — 81 %